# Manzanares (Ciudad Real)
Manzanares – miasto w środkowej Hiszpanii, w regionie Kastylia-La Mancha, w  prowincji Ciudad Real.
Węzłowa stacja kolejowa skupiająca linie w kierunku Alcázar de San Juan, Ciudad Real oraz Linares.